# Bistum Worms

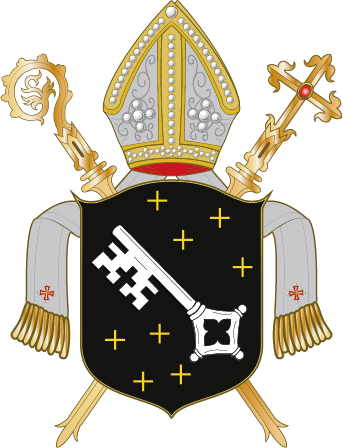
Wappen des Bistums Worms

Das Bistum Worms (lateinisch Episcopatus Wormatiensis oder Wormatiensis Dioecesis) war eine katholische Diözese mit Sitz in Worms. Das in der Spätantike begründete Bistum erreichte in der Karolingerzeit und im Hochmittelalter einen Höhepunkt an Macht und Einfluss. Bischofskirche war der Wormser Dom, einer der drei rheinischen Kaiserdome. Das Hochstift Worms hatte auch die weltliche Gewalt über den Lobdengau, ein kleines Gebiet um Ladenburg, inne. Durch die Reformation verlor das Bistum einen Großteil seiner Pfarreien und wurde zur Zeit der Französischen Revolution um 1800 aufgelöst.

## Geschichte des Bistums

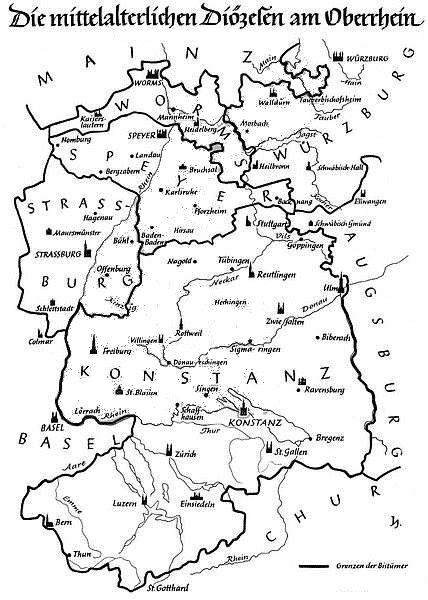
Grenzen des Bistums im Mittelalter

### Frühzeit
Die Ursprünge des Bistums Worms liegen frühestens in konstantinischer Zeit. So ist 346 für die umstrittene Kölner Synode zwar ein Bischof erwähnt, für diese Zeit aber keine Kathedrale nachweisbar.
Erst in fränkischer Zeit setzt die Wormser Bischofsliste mit dem 614 an der Pariser Synode teilnehmenden Bischof Berthulf wieder ein. Verschiedene auf Metzer Einflüsse verweisende Indizien machen eine Reorganisation der Diözese unter der Herrschaft der des dort residierenden austrasischen Königs Childebert II. (575–596) wahrscheinlich. Nur wenig später finden sich bereits erste Wormser Missionszentren rechts des Rheins. Bis in die Zeit von Bonifatius befand sich der Sitz des Erzbistums in Worms und wurde erst dann nach Mainz verlegt.

### Mittelalter

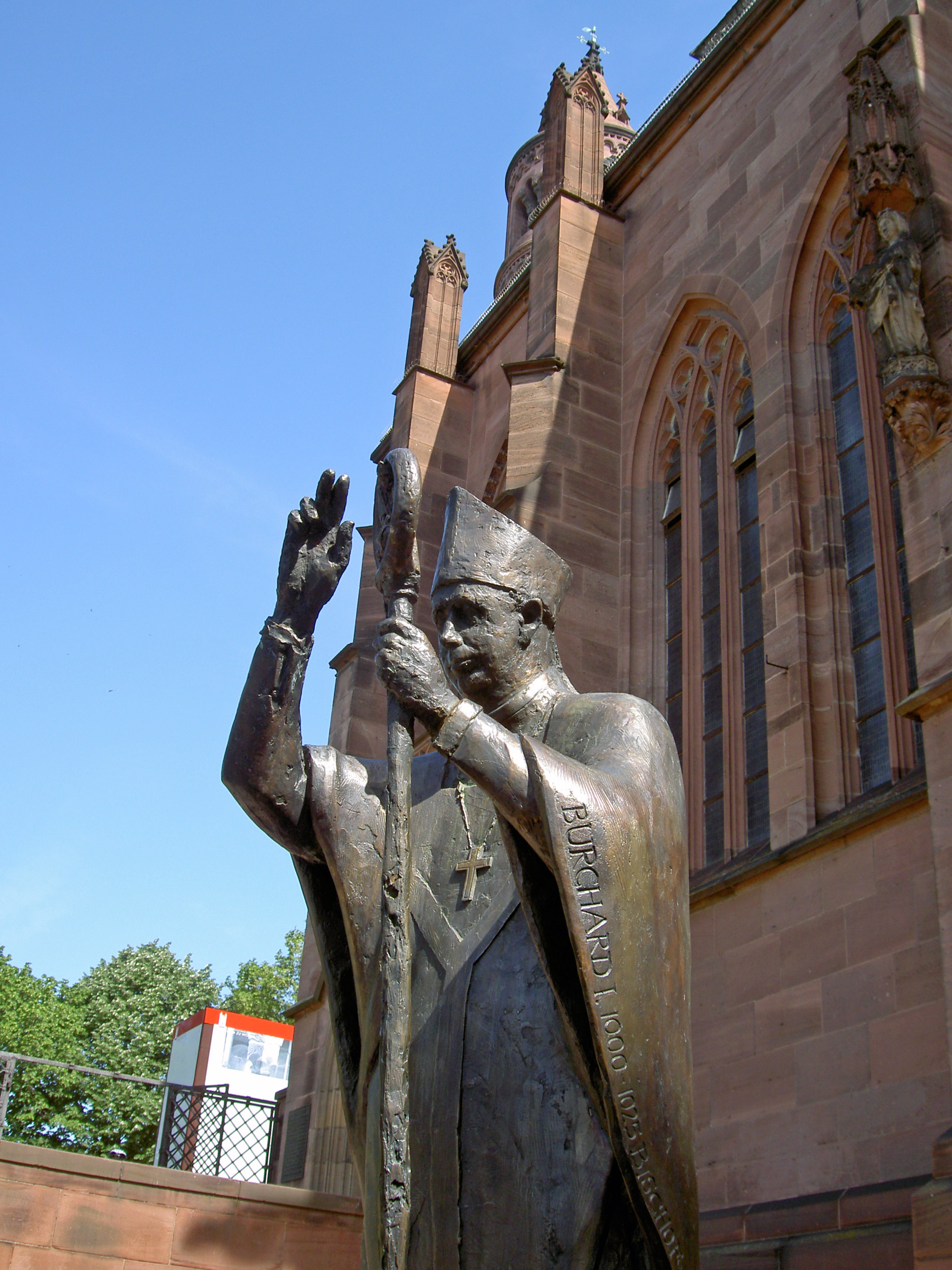
Denkmal für Bischof Burchard vor dem Wormser Dom

Unter den Karolingern bildete Worms ein Zentrum der Macht, so dass seine Bischöfe im 8. und 9. Jahrhundert dem Königshof nahestanden und ihr Amt oftmals zugleich mit einem außerhalb der Diözese gelegenen Abbatiat verbanden. Das dem Metropolitanverband Mainz angehörende Bistum verfügte im 12. Jahrhundert immer noch über eine beachtliche Wirtschaftskraft und gliederte sich in vier Archidiakonate. Deren Inhaber waren
- der Dompropst für Worms und das linksrheinische Hinterland,
- der Propst des Stifts St. Paulus für den linksrheinischen Nordteil des Bistums,
- der Propst des Cyriakusstifts in Neuhausen für den Lobdengau und
- der Propst des Stifts St. Peter in Wimpfen für den Elsenzgau und den Gartachgau im östlichen, rechtsrheinischen Bereich der Diözese.

Das Domkapitel verfügte 1270 über 50 Präbenden, deren Zahl bis 1291 auf 44 fiel und 1475 noch 43 zählte. Die Zahl der Kanoniker belief sich jedoch nur auf 35, wozu es noch sechs weitere Präbenden gab, deren Inhaber keine Kanoniker waren und welche die Priesterweihe besitzen mussten. Seit 1281 nahm das Kapitel keine Bürgerlichen mehr in seine Reihen auf, so dass seine Mitglieder vor allem dem pfälzischen Adel entstammten.
Seit dem 13. Jahrhundert ließen sich die Bischöfe in Pontifikalfunktionen durch Weihbischöfe vertreten. Im 14. Jahrhundert verloren die Archidiakone an Bedeutung und der Einfluss des Generalvikars stieg merklich an. Im ausgehenden Mittelalter bestand das Bistum aus den zehn Dekanaten Dirmstein, Guntersblum, Westhofen, Leiningen, Freinsheim, Landstuhl, Weinheim, Waibstadt, Schwaigern und Heidelberg; mit etwa 255 Pfarreien und etwas über 400 geistlichen Personen innerhalb der Bischofsstadt.

### Nachreformatorische Zeit
Im 16. Jahrhundert fielen weite Teile des Bistums der Reformation zum Opfer, so dass der päpstliche Legat Commodone auf dem Augsburger Reichstag 1566 eine wenigstens vorübergehende Vereinigung mit dem Bistum Mainz vorschlug, was dann jedoch nicht geschah. Um 1600 zählte das Bistum lediglich noch 15 Pfarreien.
Um das Überleben des Bistums zu sichern, achtete das Domkapitel bereits seit dem Ende des 16. Jahrhunderts darauf, dass seine Elekten bereits vor ihrer Bischofswahl über Einfluss und Pfründen außerhalb des Bistums verfügten, und nach dem Dreißigjährigen Krieg verzichtete es dann auch endgültig auf eine Wahl ex gremio und postulierte stattdessen auswärtige geistliche Fürsten. Dies hatte zugleich zur Folge, dass sich das Domkapitel auch einen größeren Einfluss auf die Verwaltung des Bistums verschaffen konnte, da der Bischof gewöhnlich nicht in der Diözese residierte.
Der nun beginnende Wiederaufbau des Pfarrsystems geschah in der Regel durch Ordensgemeinschaften, welche zukünftig damit auch zu den Hauptträgern der regulären Pfarrseelsorge wurden. Bis 1732 konnte sich die Zahl der Pfarreien auf etwa 100 erweitern lassen. Seit 1711 besaß das Bistum erneut einen Weihbischof. Da es ohne eigenes Priesterseminar war, konnte Fulda für die Ausbildung der Weltgeistlichen für das Bistum Worms seinen Einfluss ausdehnen.
Der linksrheinische Teil der Diözese wurde ab 1797 dauerhaft von französischen Truppen besetzt und fiel schließlich auch rechtlich an Frankreich. Durch das Konkordat von 1801 wurden in Frankreich die Bistumsgrenzen neu festgelegt und entsprachen nun den Grenzen der jeweiligen Départements. Daher fasste man die linksrheinischen Wormser Bistumsteile mit vielen anderen kirchlichen Teil-Territorien in dem neu formierten, französischen Großbistum Mainz zusammen; es war deckungsgleich mit dem neuen politischen Département du Mont-Tonnerre. Nach der Rückkehr dieser linksrheinischen Gebiete an Deutschland teilte man 1817 auch das Großbistum Mainz wieder auf. Der südliche Teil, mit einem großen Gebiet des ehemaligen Bistums Worms (z. B. Frankenthal, Grünstadt, Kaiserslautern) kam an die restaurierte Diözese Speyer und wurde politisch als Rheinkreis zu Bayern geschlagen. Der nördliche (kleinere) Teil des ehemaligen Wormser Diözesangebietes (hauptsächlich Worms und sein Umland) blieb beim Bistum Mainz und kam an das Großherzogtum Hessen (Hessen-Darmstadt).
Der beträchtliche rechtsrheinische Anteil des Bistums Worms bestand noch bis 1827 als eigenständiges Vikariat Lampertheim fort. Bei der Neuordnung der rechtsrheinischen Bistumsgrenzen kam der im Großherzogtum Baden gelegene Teil an das Erzbistum Freiburg (hauptsächlich Mannheim und Heidelberg), der im Großherzogtum Hessen (Hessen-Darmstadt) gelegene und östliche Teil (Lampertheim, Bad Wimpfen) an das Bistum Mainz.

### Wissenswert
Diözesanpatron war der frühe Wormser Bischof St. Amandus, ein weiterer Patron der Hl. Petrus, dem die Kathedrale geweiht war und dessen Schlüssel (Schlüssel Petri) auch ins Bistumswappen einging.
In der Stadt Oppenheim bestand die Kuriosität, dass die Diözesangrenze zum Erzbistum Mainz die Stadt teilte: Der nördliche Teil mit der Katharinenkirche gehörte zur Diözese Mainz, der südliche Teil der Stadt zum Bistum Worms. Das beruhte auf der Stadtentwicklung im 11. Jahrhundert: Das ursprüngliche Dorf „Obbenheim“ lag mit seiner Kirche, St. Sebastian, an der Nordgrenze des Diözese Worms. Es hatte sich, nachdem es 1008 Stadtrechte erhalten hatte, in nordwestlicher Richtung auf Gebiet ausgedehnt, das ursprünglich zur Niersteiner Gemarkung und damit zur Diözese Mainz gehörte. Um 1230 begann der Bau von St. Katharinen. Die Kirche lag in dem von Mainz beanspruchten Bereich. Diese Ausgangslage bot Konfliktstoff. Am 8. Juni 1258 wurde festgelegt, dass jede der beiden Kirchen einen eigenen Seelsorger erhalten und damit die unterschiedliche Diözesanzugehörigkeit festgeschrieben wurde. Dies hielt sich über Jahrhunderte. Fast ein halbes Jahrtausend später, ab 1749, versuchten die beiden Diözesen, mit einem Gebietstausch Oppenheim komplett in ein Bistum zu integrieren. Da sich die Diözesen aber nicht auf das Tauschäquivalent einigen konnten, blieb der Status bis zum Untergang des Bistums Worms erhalten.

## Hochstift Worms

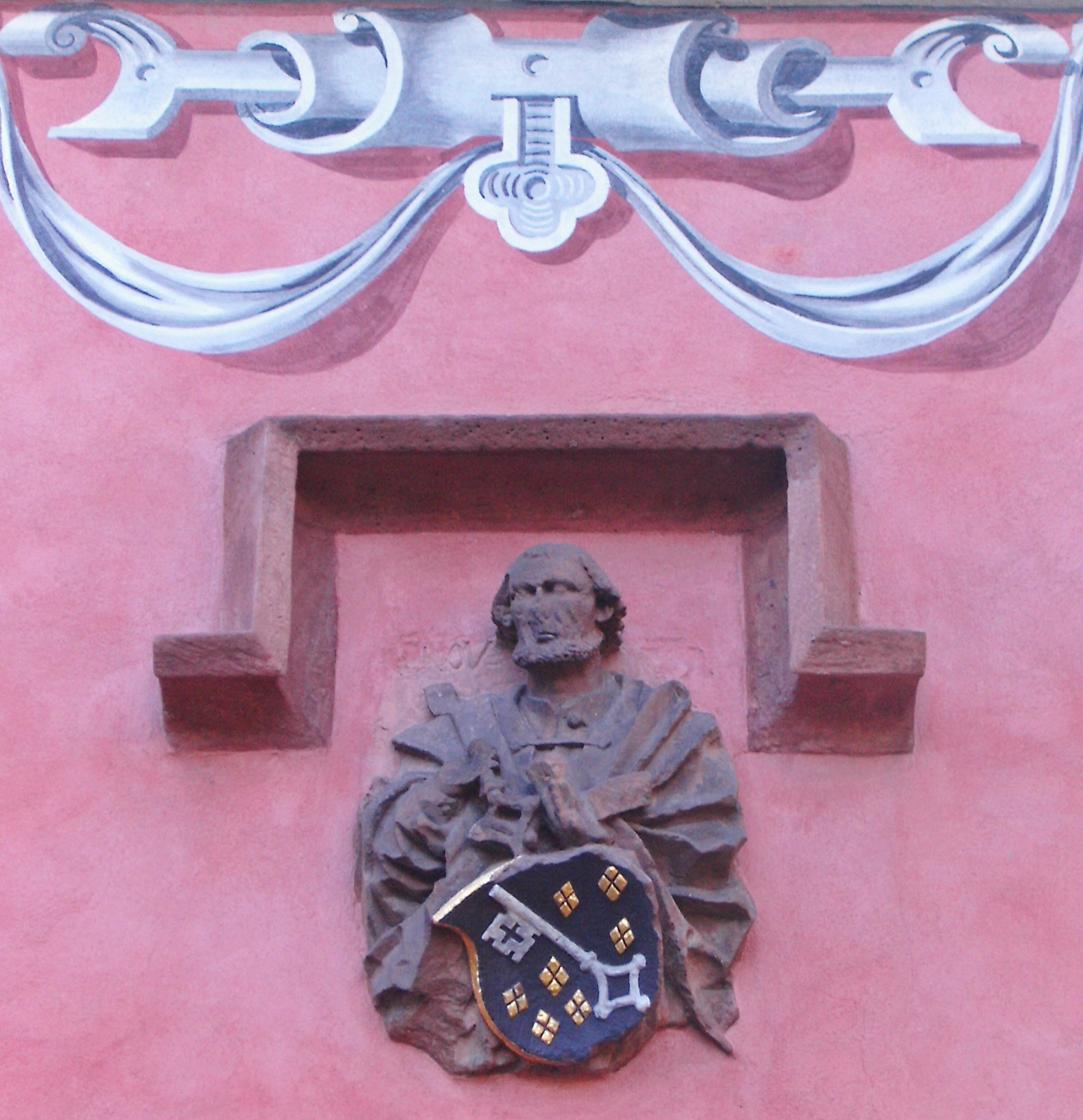
Bistumspatron St. Petrus mit Wormser Bistumswappen, am Bischofshof Ladenburg; heutiges Lobdengau-Museum

Das Hochstift Worms war der weltliche Herrschaftsbereich der Wormser Bischöfe und ein Reichsstand des Heiligen Römischen Reichs.